# Ahtum
Ahtum (romunsko Ahtum, madžarsko Ajtony, srbsko Ахтум, Ahtum, bolgarsko Охтум, Ohtum) je bil vojvoda, ki je v 11. stoletju vladal v sedanjem srbskem in romunskem Banatu. Bil je potomec bolgarskega vojvode Glada, ki je v Banatu vladal v 9. stoletju, in zadnji vladar, ki se je upiral vzpostavitvi neposredne ogrske oblasti.
Glavni vir podatkov o Ahtumu je Legenda maior S. Gerardi, znana tudi kot Dolgo življenje svetega Gerarda ali Hvalnica čanadskega škofa Gerarda, ki so ga umorili poganski Ogri leta 1046. Iz nje je razvidno, da je bil pravoslavni kristjan in zaveznik Bizantinskega cesarja. Imel je vojsko, sestavljeno iz Kumanov, Bolgarov in Vlahov. Krščen je bil v Vidinu, a je kljub temu imel sedem žena. Vladal je na ozemlju med rekami Moriš, Tisa in Donava in Karpati, ki se je kasneje preimenovalo v Banat.
Med vladanjem prvega krščanskega  ogrskega kralja Štefana I. so ga Ogri porazili. Točen datum bitke ni znan. Nekateri zgodovinarji trdijo, da se je zgodila leta 1028,  drugi pa, da leta 1002. Po pisanju Gestae Hungarorum (Dejanja Ogrov), napisane konec 12. stoletja med vladanjam Béle III., je Ahtuma porazil n ubil njegov nekdanji  vojskovodja Čanad, sin Bobuke. Po Ahtumovi smrti je bil Banat priključen k Ogrskemu kraljestvu.

## Primarni viri
- Anonimen pisar Béle III. The Deeds of the Hungarians. Prevod v angleščino in priredba Martyn Rady in László Veszprémy (2010). CEU Press. ISBN 978-963-9776-95-1.
- Konstantin VII. Porfirogenet. De Administrando Imperio. Dumbarton Oaks Center for Byzantine Studies. ISBN 0-88402-021-5.
- Ivan Skilica. A Synopsis of Byzantine History, 811–1057. Cambridge University Press. 2101. ISBN 978-0-521-76705-7.